# Ascogaster lovelaceae
Ascogaster lovelaceae is een insect dat behoort tot de orde vliesvleugeligen (Hymenoptera) en de familie van de schildwespen (Braconidae). De wetenschappelijke naam van de soort werd voor het eerst geldig gepubliceerd door Kittel 2016.
Ascogaster lovelaceae Kittel is een nomen novum voor Ascogaster breviventris Tobias, 2000. Ascogaster breviventris was al in gebruik als Ascogaster breviventris Granger, 1949. In 2016 heeft Kittel het voorstel gedaan voor de hernoeming naar Ascogaster lovelaceae.
De soort is vernoemd naar Augusta Ada Bryon Lovelace.